# Thomas F. Torrance
Thomas Forsyth Torrance (30 août 1913 - 2 décembre 2007), communément appelé T. F. Torrance est un théologien protestant écossais et un pasteur presbytérien. Il est membre de la célèbre famille de théologiens Torrance. Torrance est pendant 27 ans professeur de dogmatique chrétienne au New College de l'Université d'Édimbourg. Il est surtout connu pour son travail de pionnier dans l'étude des sciences et de la théologie et pour son travail en théologie systématique.
En plus d'avoir écrit plusieurs de ses propres livres et articles, il édite également la traduction de plusieurs centaines d'écrits théologiques en anglais, dont les treize volumes et six millions de mots de la Dogmatique de l'Église du théologien suisse Karl Barth, ainsi que les Commentaires du Nouveau Testament de Jean Calvin.
Torrance est reconnu comme un théologien anglophone important du XXe siècle. En 1978, il reçoit le prix de la Fondation Templeton pour le progrès de la religion. Torrance reste un homme d'Église tout au long de sa vie, servant comme ministre ordonné dans l'Église d'Écosse. Il joue un rôle déterminant dans le développement de l'accord historique entre l'Alliance réformée mondiale et les Églises orthodoxes orientales sur la doctrine de la Trinité, qui a publié une déclaration d'accord commune le 13 mars 1991.
Après avoir pris sa retraite de l'Université d'Édimbourg en 1979, il continue à donner des conférences et à publier de nombreux ouvrages, notamment plusieurs livres reconnus sur la Trinité : The Trinitarian Faith: The Evangelical Theology of the Ancient Catholic Church (1988) ; Trinitarian Perspectives: Toward Doctrinal Agreement (1994) ; et The Christian Doctrine of God, One Being Three Persons (1996).

## Biographie

### Éducation et carrière universitaire
Thomas Forsyth Torrance est le fils du révérend Thomas Torrance (en) (1871-1959) et d'Annie Elizabeth Torrance (1883-1981), tous deux missionnaires écossais de la China Inland Mission à Chengdu, Sichuan, Chine occidentale, où il passe les 13 premières années de sa vie. Il porte le nom de son arrière-grand-père, également appelé Thomas Forsyth Torrance.
Il commence à étudier à Édimbourg en 1931, en se concentrant sur les classiques et la philosophie. C’est à cette époque que ses propres visions réalistes de la philosophie, de la théologie et de la morale commencent à prendre forme. Il s'oriente vers l'étude de la théologie à la Faculté de théologie (New College) en 1934 et commence à remettre en question la méthodologie théologique de Schleiermacher pour son manque d'objectivité scientifique réaliste.
Pour Torrance, une telle objectivité signifie que les concepts théologiques devaient être façonnés par la nature unique de l’objet de réflexion. À cet égard, la théologie ne diffère de la science que par l'objet qu'elle reflète ; tandis que la science reflète le monde, la théologie reflète le Créateur du monde – qui n'est pas un Dieu lointain, mais s'est incarné dans le temps et l'espace pour réconcilier le monde avec lui-même. Torrance s'oppose donc à toute forme de dualisme, car cela empêche Dieu d'interagir avec les gens tout au long de l'histoire. Il s’oppose également au subjectivisme parce qu’il estime qu’il est impossible aux gens de connaître Dieu objectivement en réfléchissant sur eux-mêmes. Torrance est fortement influencé par Hugh Mackintosh qui souligne la centralité du Christ et le lien entre la théologie et la mission ; et par Daniel Lamont, qui souligne la relation entre le christianisme et la culture scientifique.
Torrance obtient une bourse Blackie en 1936 pour étudier au Moyen-Orient. À Bassorah, il est accusé d'espionnage et condamné à mort. Cependant, il réussit à convaincre les autorités qu'il est étudiant en théologie et qu'il a été autorisé à se rendre à Bagdad puis en Syrie. Il retourne finalement en Écosse et obtient son diplôme summa cum laude, spécialisé en théologie systématique.
Il enseigne au séminaire théologique d'Auburn de 1938 à 1939. On lui propose un poste en religion à l'Université de Princeton, qu'il refuse afin de rentrer chez lui en Écosse avant le début de la Seconde Guerre mondiale.
De 1939 à 1940, Torrance étudie à l'Oriel College d'Oxford et est ordonné prêtre le 20 mars 1940. Pendant la guerre, il fournit un soutien pastoral et pratique aux soldats écossais en Afrique du Nord et dans le nord de l'Italie. À plusieurs reprises, il échappe à la mort après avoir essuyé des tirs. Après la guerre, il retourne dans sa paroisse d'Alyth et devient plus tard ministre de l'église Beechgrove à Aberdeen, suivant les traces de Hugh Mackintosh, son ancien professeur.
Il épouse Margaret Edith Spear le 2 octobre 1946 à l'église paroissiale de Combe Down près de Bath. Ils ont Thomas Spear Torrance (3 juillet 1947, aujourd'hui économiste et philosophe des sciences à Heroit-Watt), Iain Torrance (en) (13 janvier 1949) et Alison Meta Elizabeth Torrance (15 avril 1951, aujourd'hui médecin généraliste à Édimbourg).
En 1946 également, il termine son doctorat auprès de Karl Barth à Bâle et obtient son diplôme magna cum laude. Sa thèse est intitulée « The Doctrine of Grace in the Apostolic Fathers ». En 1948, il est le rédacteur fondateur de la revue à comité de lecture Scottish Journal of Theology, que son fils Iain continue d'éditer avec Bryan Spinks de Yale.

### Œcuménisme
En tant qu'homme d'Église réformé et théologien, Torrance travaille tout au long de sa carrière pour l'œcuménisme avec les anglicans, les luthériens, les orthodoxes orientaux et les catholiques.
Il représente l'Église d'Écosse dans des conversations avec l'Église d'Angleterre de 1949 à 1951 et lutte sans relâche pour l'union visible de l'Église. De 1954 à 1962, il est responsable de la Commission sur le baptême de l'Église d'Écosse (avec John Heron, le père d'Alasdair Heron, comme secrétaire), et en 1954, il est présent à la réunion du Conseil œcuménique des Églises à Evanston, Illinois.
Le travail œcuménique de Torrance avec l'Église orthodoxe orientale est reconnu en 1973 lorsque l'archevêque d'Aksoum le nomme protopresbytre honoraire du Patriarcat d'Alexandrie. Il siège à la Commission d'étude réformée et catholique romaine sur l'Eucharistie réunie à Woudschoten aux Pays-Bas en 1974. À cette époque, il noue une relation personnelle avec le cardinal catholique et œcuméniste de renom Yves Congar.
Torrance croit que le travail de Karl Rahner sur la Trinité offre une opportunité pour une véritable convergence œcuménique entre l'Orient et l'Occident, et entre catholiques et évangéliques. Il dirige un colloque en Suisse pour discuter du travail de Rehner en mars 1975. Il apporte également des contributions significatives aux discussions réformées et catholiques sur la justification par la foi et par la grâce, et il y a aussi beaucoup de choses dans les écrits de Torrance qui pourraient constituer la base d'un dialogue fraternel entre chrétiens et juifs. 
De 1976 à 1977, Torrance est modérateur de l'Assemblée générale de l'Église d'Écosse (tout comme son fils Iain de 2003 à 2004). Il reçoit un doctorat honorifique de l'Université Heriot-Watt en 1983.
Torrance reçoit le prix de la Fondation Templeton pour le progrès de la religion en 1978.

## Principaux écrits
- The Doctrine of Grace in the Apostolic Fathers. Edinburgh:  Oliver & Boyd, 1948
- Calvin’s Doctrine of Man. London: Lutterworth Press, 1949.
- Kingdom and Church:  A Study in the Theology of the Reformation, Edinburgh: Oliver & Boyd, 1956.
- Coedited with G.W. Bromiley:  Karl Barth, Church Dogmatics I/2 The Doctrine of the Word of God. Prolegomena, Part 2, translated by G.T. Thomson and H. Knight. Edinburgh:  T&T Clark, 1956.
- Coedited with G.W. Bromiley:  Karl Barth, Church Dogmatics IV/1 The Doctrine of Reconciliation, Part I, translated by G.W. Bromiley. Edinburgh:  T&T Clark, 1956.
- When Christ Comes and Comes Again. London:  Hodder & Stoughton, 1957.
- Coedited with G.W. Bromiley:  Karl Barth, Church Dogmatics II/1, The Doctrine of God, translated by T.H.L. Parker, W.B. Johnston, H. Knight and J.L.M. Haire. Edinburgh:  T&T Clark, 1957.
- Coedited with G.W. Bromiley:  Karl Barth, Church Dogmatics II/2, The Doctrine of God, translated by G.W. Bromiley, J.C. Campbell, I. Wilson, J. Strathern McNab, H. Knight and R.A. Stewart. Edinburgh:  T&T Clark, 1957.
- Coedited with G.W. Bromiley:  Karl Barth, Church Dogmatics III/1, The Doctrine of Creation, Part 1, translated by J.W. Edwards, O. Bussey and H. Knight. Edinburgh:  T&T Clark, 1958.
- Coedited with G.W. Bromiley:  Karl Barth, Church Dogmatics IV/2, Part 2, The Doctrine of Reconciliation, translated by G.W. Bromiley. Edinburgh:  T&T Clark, 1958.
- Editor, "The Mystery of the Lord's Supper: Sermons by Robert Bruce", Edinburgh: Rutherford House, 1958.
- The Apocalypse Today. Grand Rapids: Eerdmans, 1959.
- Conflict and Agreement in the Church, I: Order and Disorder. London: Lutterworth Press, 1959.
- Coedited with G.W. Bromiley:  Karl Barth, Church Dogmatics III/2. The Doctrine of Creation, Part 2, Translated by H. Knight, J.K.S. Reid, G.W. Bromiley and R.H. Fuller. Edinburgh, T&T Clark, 1960.
- Coedited with G.W. Bromiley:  Karl Barth, Church Dogmatics III/3. The Doctrine of Creation, Part 3, Translated by G.W. Bromiley and R. Ehrlich. Edinburgh, T&T Clark, 1960.
- "Justification: Its Radical Nature and Place in Reformed Doctrine and Life," SJT 13 (1960) 240.
- Conflict and Agreement in the Church, II: The Ministry and Sacraments of the Gospel. London: Lutterworth Press, 1960.
- Karl Barth: an Introduction to his Early Theology, 1910-1931. London:  SCM Press; New York: Harper & Row, 1962.
- "Scientific Hermeneutics according to St. Thomas Aquinas." The Journal of Theological Studies XIII.2 (October, 1962): 259–89.
- Coedited with D.W. Torrance, Calvin's Commentaries, The Second Epistle of Paul the Apostle to the Corinthians, translated by T.A. Smail. Edinburgh:  Oliver & Boyd; Grand Rapids, MI:  Eerdmans, 1964.
- Theology in Reconstruction. London: SCM Press Ltd, 1965.
- Coedited with D.W. Torrance, Calvin's Commentaries, The Epistles of Paul the Apostle to the Galatians, Ephesians, Philippians and Colossians, translated by T.H.L Parker. Edinburgh:  Oliver & Boyd; Grand Rapids, MI:  Eerdmans, 1965.
- Coedited with D.W. Torrance, Calvin's Commentaries, The Acts of the Apostles 14-26, translated by J.W. Fraser. Edinburgh:  Oliver & Boyd; Grand Rapids, MI:  Eerdmans, 1966.
- Coedited with D.W. Torrance, Calvin's Commentaries, A Harmony of the Gospels:  Matthew, Mark and Luke, 3 vols. Vols 1 and 3 translated by A.W. Morrison and vol. 2 translated by T.H.L. Parker. Edinburgh:  Saint Andrew Press, 1972; Grand Rapids, MI:  Eerdmans, 1968.
- Space, Time and Incarnation. London:  Oxford University Press, 1969
- Theological Science. London: Oxford University Press, 1969.
- "The Problem of Natural Theology in the Thought of Karl Barth." Religious Studies 6 (1970): 121–35.
- God and Rationality. London: Oxford University Press, 1971.
- "The Relation of the Incarnation to Space in Nicene Theology," The Ecumenical World of Orthodox Civilization: Russia and Orthodoxy. vol. 3. (Essays in Honor of Georges Florovsky) ed. Andrew Blane. Paris: Mouton, 1974.
- Theology in Reconciliation: Essays towards Evangelical and Catholic Unity in East and West. London: Geoffrey Chapman, 1975.
- "Toward Ecumenical Consensus on the Trinity," Theologische Zeitschrift 31 (1975) 337–50.
- Space, Time and Resurrection. Edinburgh: Handsel Press, 1976
- The Ground and Grammar of Theology. Charlottesville: The University Press of Virginia, 1980.
- Christian Theology and Scientific Culture, vol. 1 of series, Theology and Scientific Culture, edited with general foreword by Torrance. New Edition. Belfast:  Christian Journals; New York:  Oxford University Press, 1981
- Divine and Contingent Order. Oxford and New York: Oxford University Press, 1981.
- The Incarnation: Ecumenical Studies in the Nicene-Constantinopolitan Creed. Edinburgh: The Handsel Press, 1981.
- Reality and Evangelical Theology. Philadelphia: The Westminster Press, 1982.
- A Dynamical Theory of the Electromagnetic Field, James Clerk Maxwell, edited by Torrance, Scottish Academic Press, February 1983,  (ISBN 0-7073-0324-9)
- "The Deposit of Faith."  The Scottish Journal of Theology 36.1 (1983): 1-28.
- Transformation & Convergence in the Frame of Knowledge: Explorations in the Interrelations of Scientific and Theological Enterprise. Belfast:  Christian Journals; Grand Rapids, MI: William B. Eerdmans, 1984.
- The Christian Frame of Mind. Edinburgh:  Handsel Press, 1985
- Reality and Scientific Theology. The Margaret Harris Lectures, Dundee, 1970 (Theology and Science at the Frontiers of Knowledge, vol 1). Edinburgh:  Scottish University Press, 1985
- "My Interaction with Karl Barth."  In How Karl Barth Changed My Mind, edited by Donald K. McKim, 52–64. Grand Rapids, Michigan: William B. Eerdmans, 1986.
- "Karl Barth and Patristic Theology," in Theology Beyond Christendom: Essays on the Centenary of the Birth of Karl Barth May 10, 1986. ed. John Thompson. Allison Park, PA: Pickwich, 1986, 215–39.
- "Theological Realism." In The Philosophical Frontiers of Christian Theology: Essays Presented to D. M. MacKinnon. Cambridge: Cambridge University Press, 1982, 169–96.
- The Hermeneutics of John Calvin. Edinburgh: Scottish Academic Press, 1988.
- The Trinitarian Faith: The Evangelical Theology of the Ancient Catholic Church. Edinburgh: T & T Clark, 1988.
- Karl Barth, Biblical and Evangelical Theologian. Edinburgh: T & T Clark, 1990.
- The Mediation of Christ. Colorado Springs: Helmers & Howard, 1992.
- Royal Priesthood: A Theology of Ordained Ministry. Edinburgh: T & T Clark, 1993.
- Ed. Theological Dialogue Between Orthodox and Reformed Churches, 2 Vols. Edinburgh: Scottish Academic Press, 1985–1993.
- Trinitarian Perspectives: Toward Doctrinal Agreement. Edinburgh: T & T Clark, 1994.
- Preaching Christ Today:  The Gospel and Scientific Thinking. Grand Rapids, MI:  Eerdmans, 1994.
- Divine Meaning: Studies in Patristic Hermeneutics. Edinburgh: T & T Clark, 1995.
- "The Uniqueness of Divine Revelation and the Authority of the Scriptures: The Creed Associations's Statement." Scottish Bulletin of Evangelical Theology 13 (Aut. 1995): 97-101.
- The Christian Doctrine of God, One Being Three Persons. Edinburgh: T & T Clark, 1996.
- Kingdom and Church: A Study in the Theology of the Reformation. Eugene, Oregon: Wipf and Stock, 1996.
- Scottish Theology: From John Knox to John McLeod Campbell. Edinburgh: T & T Clark, 1996.
- Theological and Natural Science. Eugene, Oregon: Wipf and Stock, 2002.
- The Doctrine of Jesus Christ. Eugene Oregon: Wipf and Stock Publishers, 2002.
- Incarnation: The Person and Life of Christ. Edited by Robert T. Walker. Downers Grove, Illinois: InterVarsity Press, 2008.
- Atonement: The Person and Work of Christ. Edited by Robert T. Walker. Downers Grove, Illinois:  InterVarsity Press, 2009.